# Gigaton
Gigaton — одинадцятий студійний альбом рок-гурту Pearl Jam, що вийшов у 2020 році.

## Історія створення
Gigaton став першим студійним альбомом сіетлського рок-гурту Pearl Jam за сім років, що минули після виходу його попередника Lightning Bolt 2013 року. Альбом також став першою платівкою колективу після введення Pearl Jam до Зали слави рок-н-ролу у 2017 році. Для його запису музиканти відмовились від послуг продюсера Брендана О'Брайена, з яким працювали багато років, на користь Джоша Еванса. Альбом було записано в сіетлських студіях GT та Jump Site, а також в студії Джефа Амента Horseback Court в Монтані. 
Однією з головних тем альбому стали кліматичні зміні у світі та їхні наслідки. На обкладинці зображений таючий льодовик, а назва Gigaton відсилає до гігатонн льоду, які щорічно зникають в Антарктиді внаслідок випаровування. В текстах пісень Едді Веддер зображує жахливі наслідки глобального потепління, малюючи постапокаліптичні картини майбутнього. Іншою провідною темою платівки стала критика президента Дональда Трампа.
Музична складова платівки вийшла досить різноманітною. Перша половина альбому містила більш швидкі та рокові композиції, а друга — повільні та медитативні пісні. Відкривала Gigaton позитивна «Who Ever Said», за якою йшли гаражно-рокова «Superblood Wolfmoon» та більш танцювальна «Dance of the Clairvoyants». В «Quick Escape» та «Seven O'Clock» Едді Веддер несподівано заспівав фальцетом. В цілому, динаміку пісень критики порівнювали із червоною кардіограмою, зображеною на обкладинці. Завершували альбом, що складався з 12 пісень, написана та виконана Стоуном Ґоссардом «Buckle Up», що нагадувала колискову, акустична «Comes Then Goes», а також легкі та «повітряні» «Retrograde» та «River Cross». 

## Вихід альбому
Альбом вийшов 27 березня 2020 року. В травні платівка потрапила на п'яте місце в американському чарті Billboard 200.
Чотири пісні з альбому вийшли в якості синглів. Дві з них — «Superblood Wolfmoon» та «Dance Of The Clairvoyants» — потрапили до чарту Billboard Mainstream Rock, зайнявши четверте та сімнадцяте місця відповідно.

## Критичні відгуки
В журналі Rolling Stone платівку назвали чудовим і надихаючим прикладом дорослого гранджу. В музичному каталозі AllMusic альбом також оцінили на чотири зірки з п'яти. Стівен Томас Ерлвайн назвав його «яскравим, живим і трохи обнадійливим». В газеті The Guardian відзначили, що гурт зумів поєднати гучні приспіви із роздумами про непросте майбутнє людства. Сара Родман (Entertainment Weekly) відзначила, що альбом містить вкраплення «страху, жаху та гніву». Джордж Гарнер з Kerrang! поставив Gigaton найвищу оцінку, назвавши найзапальнішим та найвинахідливішим альбомом Pearl Jam за багато років, і справжнім тріумфом.
З іншого боку, Аніта Багвандас (NME) поставила альбому оцінку «задовільно», назвавши його лише наполовину блискучим: «Він не змінить ваше життя, але отримає досить похвальби, щоб задовольнити давніх шанувальників». На сайті Pitchfork припустили, що метою гурту є «художнє омолодження», яке все ж здається недосяжним.
Згодом платівка стала вважатись одним з найкращих альбомів 2020 року. На сайті Consequence його поставили на десяте місце, назвавши повною протилежністю попереднику Lightning Bolt і відзначивши його мелодійність. В журналі Spin Gigaton поєднали з темами апокаліпсиса через пандемію, теми кліматичних змін та критику Трампа, але також відзначили «креативне перезавантаження» гурту. На сайті Insider.com альбом потрапив на п'яте місце в списку кращих рок-альбомів року, а баладу «Seven O'Clock» було названо кращою піснею гурту за останні двадцять років. 
| Видання              | Рейтинг                                      | Місце | #      |
| -------------------- | -------------------------------------------- | ----- | ------ |
| BrooklynVegan        | 75 кращих альбомів 2020 року                 | 44    | [ 17 ] |
| Consequence of Sound | 50 кращих альбомів 2020 року                 | 10    | [ 14 ] |
| Insider Inc.         | 10 кращих рок-альбомів 2020 року             | 5     | [ 16 ] |
| Spin                 | 30 кращих альбомів 2020 року за версією Spin | N/A   | [ 15 ] |

## Довідкові дані

### Список пісень
Автор слів Едді Веддер, окрім зазначених пісень. 
| #     | Назва                       | Автор слів | Автор музики                              | Тривалість |
| ----- | --------------------------- | ---------- | ----------------------------------------- | ---------- |
| 1.    | «Who Ever Said»             |            | Веддер                                    | 5:11       |
| 2.    | «Superblood Wolfmoon»       |            | Веддер                                    | 3:49       |
| 3.    | «Dance of the Clairvoyants» |            | Амент, Кемерон, Ґоссард, Маккріді, Веддер | 4:26       |
| 4.    | «Quick Escape»              |            | Амент                                     | 4:47       |
| 5.    | «Alright»                   | Амент      | Амент                                     | 3:44       |
| 6.    | «Seven O'Clock»             |            | Амент, Ґоссард, Маккріді, Веддер          | 6:14       |
| 7.    | «Never Destination»         |            | Веддер                                    | 4:17       |
| 8.    | «Take the Long Way»         | Кемерон    | Кемерон                                   | 3:42       |
| 9.    | «Buckle Up»                 | Ґоссард    | Ґоссард                                   | 3:37       |
| 10.   | «Comes Then Goes»           |            | Веддер                                    | 6:02       |
| 11.   | «Retrograde»                |            | Маккріді                                  | 5:22       |
| 12.   | «River Cross»               |            | Веддер                                    | 5:53       |
| 57:03 |                             |            |                                           |            |

### Учасники запису
| Pearl Jam - Джеф Амент — бас-гітара, - Майк Маккріді — гітара, - Стоун Ґоссард — гітара, - Метт Кемерон — барабани, - Едді Веддер — вокал. | Запис альбому - Продюсери — Джош Еванс і Pearl Jam - Зведення — Джош Еванс - Звукозапис — Джон Бертон і Джош Еванс - Майстеринг — Боб Людвіг Техніки: - Гітари — Джордж Вебб - Барабани — Ніл Гандт - Додаткові інструменти — Кевін Шусс | Оформлення альбому - Концепція — Ел Ностріт, Джером Тернер - Фото обкладинки — Пол Ніклен - Інші фото — Пол Ніклен і Джеф Амент - Дизайн — Джо Спікс, Джеф Амент, Джером Тернер - Шрифт — Еймс Брат, Едді Веддер - Типографія — Едді Веддер |

### Місця в хіт-парадах
Тижневі чарти
| Хіт-парад (2020)                                     | Найвища позиція |
| ---------------------------------------------------- | --------------- |
| Австралія Australian Albums (ARIA)                   | 3               |
| Австрія Austrian Albums (Ö3 Austria)                 | 1               |
| Бельгія Belgian Albums (Ultratop Flanders)           | 4               |
| Бельгія Belgian Albums (Ultratop Wallonia)           | 2               |
| Канада Canadian Albums (Billboard)                   | 5               |
| Хорватія Croatian Foreign Albums (IFPI)              | 1               |
| Чехія Czech Albums (ČNS IFPI)                        | 12              |
| Данія Danish Albums (Hitlisten)                      | 6               |
| Нідерланди Dutch Albums (MegaCharts)                 | 2               |
| Фінляндія Finnish Albums (Suomen virallinen lista)   | 5               |
| Франція French Albums (SNEP)                         | 34              |
| Німеччина German Albums (Offizielle Top 100)         | 3               |
| Греція Greek Albums (IFPI)                           | 1               |
| Угорщина Hungarian Albums (MAHASZ)                   | 6               |
| Ірландія Irish Albums (OCC)                          | 6               |
| Італія Italian Albums (FIMI)                         | 1               |
| Японія Japanese Albums (Oricon)                      | 30              |
| Нова Зеландія New Zealand Albums (Recorded Music NZ) | 6               |
| Норвегія Norwegian Albums (VG-lista)                 | 4               |
| Польща Polish Albums (ZPAV)                          | 6               |
| Португалія Portuguese Albums (AFP)                   | 1               |
| Шотландія Scottish Albums (OCC)                      | 3               |
| Іспанія Spanish Albums (PROMUSICAE)                  | 1               |
| Швеція Swedish Albums (Sverigetopplistan)            | 10              |
| Швейцарія Swiss Albums (Schweizer Hitparade)         | 2               |
| Велика Британія UK Albums (OCC)                      | 6               |
| США US Billboard 200                                 | 5               |
| США Top Alternative Albums (Billboard)               | 1               |
| США Top Hard Rock Albums (Billboard)                 | 1               |
| США Top Rock Albums (Billboard)                      | 1               |

Річні чарти
| Хіт-парад(2020)                              | Позиція |
| -------------------------------------------- | ------- |
| Бельгія Belgian Albums (Ultratop Flanders)   | 95      |
| Бельгія Belgian Albums (Ultratop Wallonia)   | 159     |
| Швейцарія Swiss Albums (Schweizer Hitparade) | 81      |
| США US Top Rock Albums (Billboard)           | 60      |